# Reserva biológica Pozo de las Antas
La reserva biológica de Pozo de las Antas, localizada en los municipios de Silva Jardín y Casimiro de Abreu, a cerca de 120 kilómetros de Río de Janeiro, en Brasil, es el área que posee la mayor población de tití león dorado, con poco más de 560 individuos.
Su entrada está situada en la BR-101 y, como toda reserva biológica, está abierta para visitas educativas (como parte de actividades de formación de instituciones de enseñanza regulares) y a la investigación científica. No se permite la visita turística (Ley 9982/2000).
La situación de la reserva se regularizó, con el 100% de sus tierras ahora pertenecientes al gobierno federal.

## Caracterización
La reserva biológica se encuentra en área de bosque umbrófilo denso de tierras bajas, sin embargo, gran parte de la vegetación está formada por formaciones secundarias, cercadas por campos antrópicos. Cerca de la mitad del área de la reserva está cubierta por Floresta de Bajada (bosque umbrófilo denso de tierras bajas), pero solo el 25% se encuentra en buen estado de conservación. Han sido registradas 365 especies de plantas, con un 3%  de especies "vulnerables" y un 1% de especies "en peligro".

### Fauna

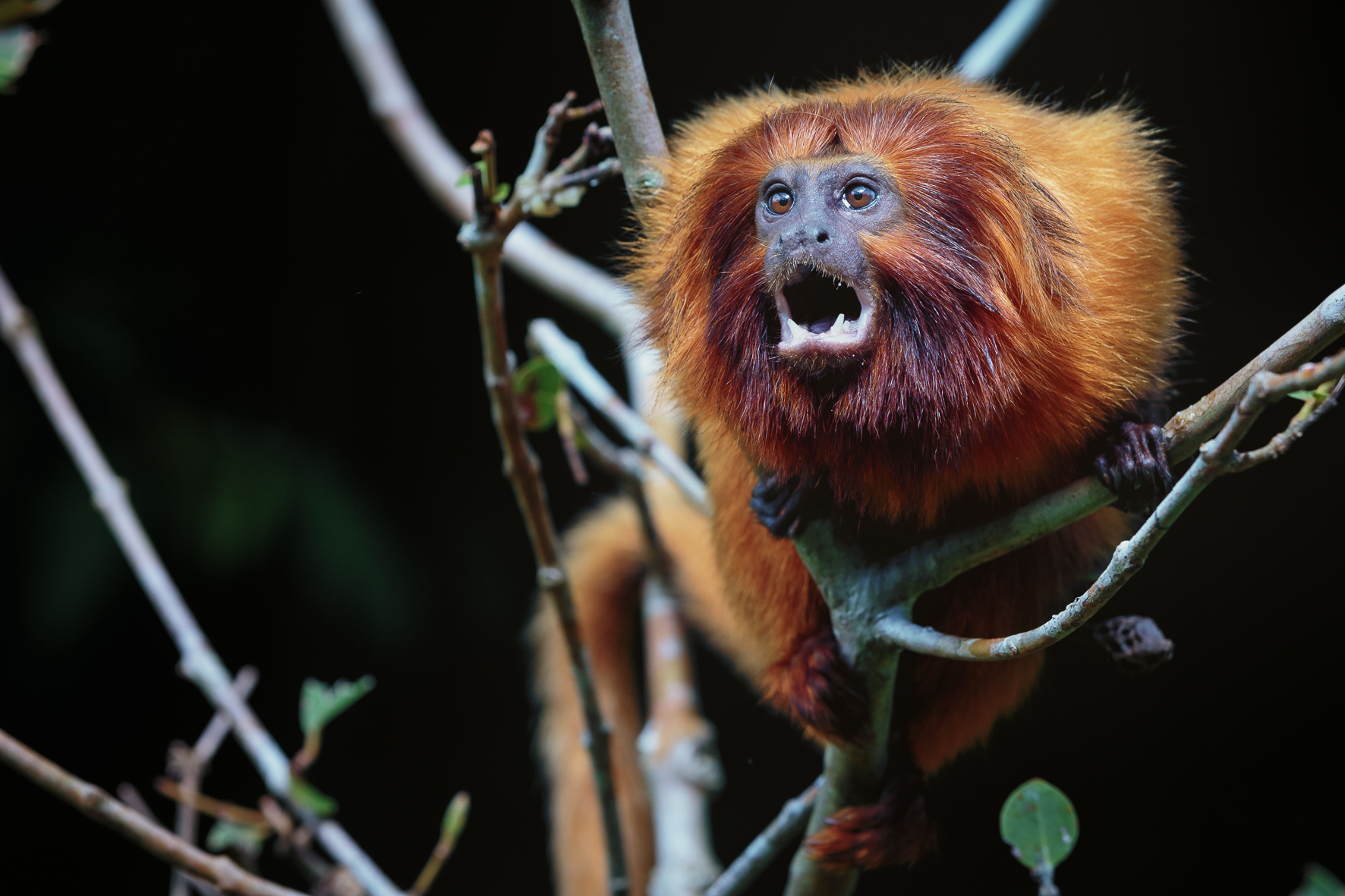
Un tití león dorado fotografiado en la reserva.

Es la fauna típica de la Mata Atlántica, con una riqueza considerable de especies de aves (275 especies). De las especies de aves, hasta 41% son de especies relacionadas únicamente con los bosques de tierras bajas de la Mata Atlántica. La mastofauna llama la atención por la presencia de 18 especies de grande porte, y principalmente por la presencia del tití león dorado y el perezoso de collar.